# Volodymyr Koubiyovytch
Volodymyr Koubiyovytch (en ukrainien : Володимир Михайлович Кубійович, en polonais : Włodzimierz Kubijowicz ; né le 23 septembre 1900 à Nowy Sącz dans le royaume de Galicie et de Lodomérie et mort le 2 novembre 1985 à Paris) est un homme politique, encyclopédiste et géographe ukrainien.

## Biographie
Il enseigne à l'université de Cravovie entre 1928 et 1939. En 1940 il part à Prague pour prendre un poste de professeur à l’université libre d'Ukraine. Pendant la Seconde Guerre mondiale il appartient au Comité central ukrainien, l'un des fondateurs de la 14e division SS (galicienne no 1).

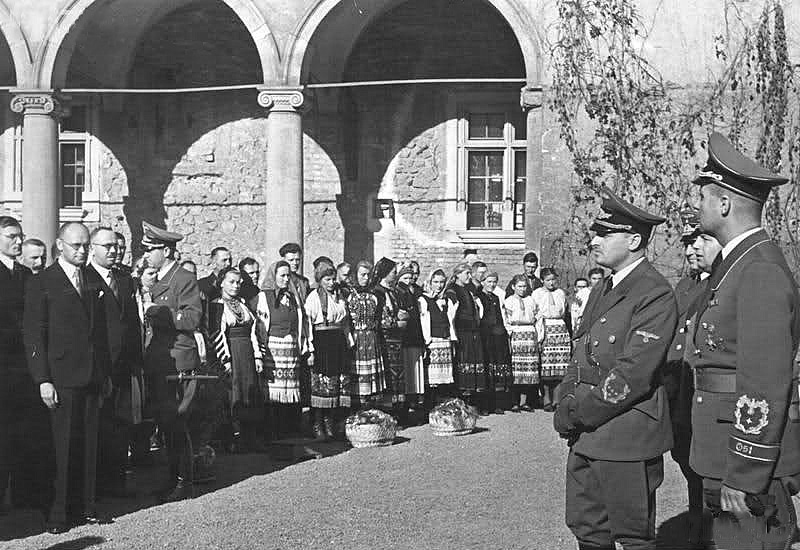
Au Château du Wawel délégation avec Volodymyr reçue par Hans Frank en novembre 1943.

À la fin de la guerre il se réfugie en France et devint le directeur de l'Encyclopedia of Ukraine.

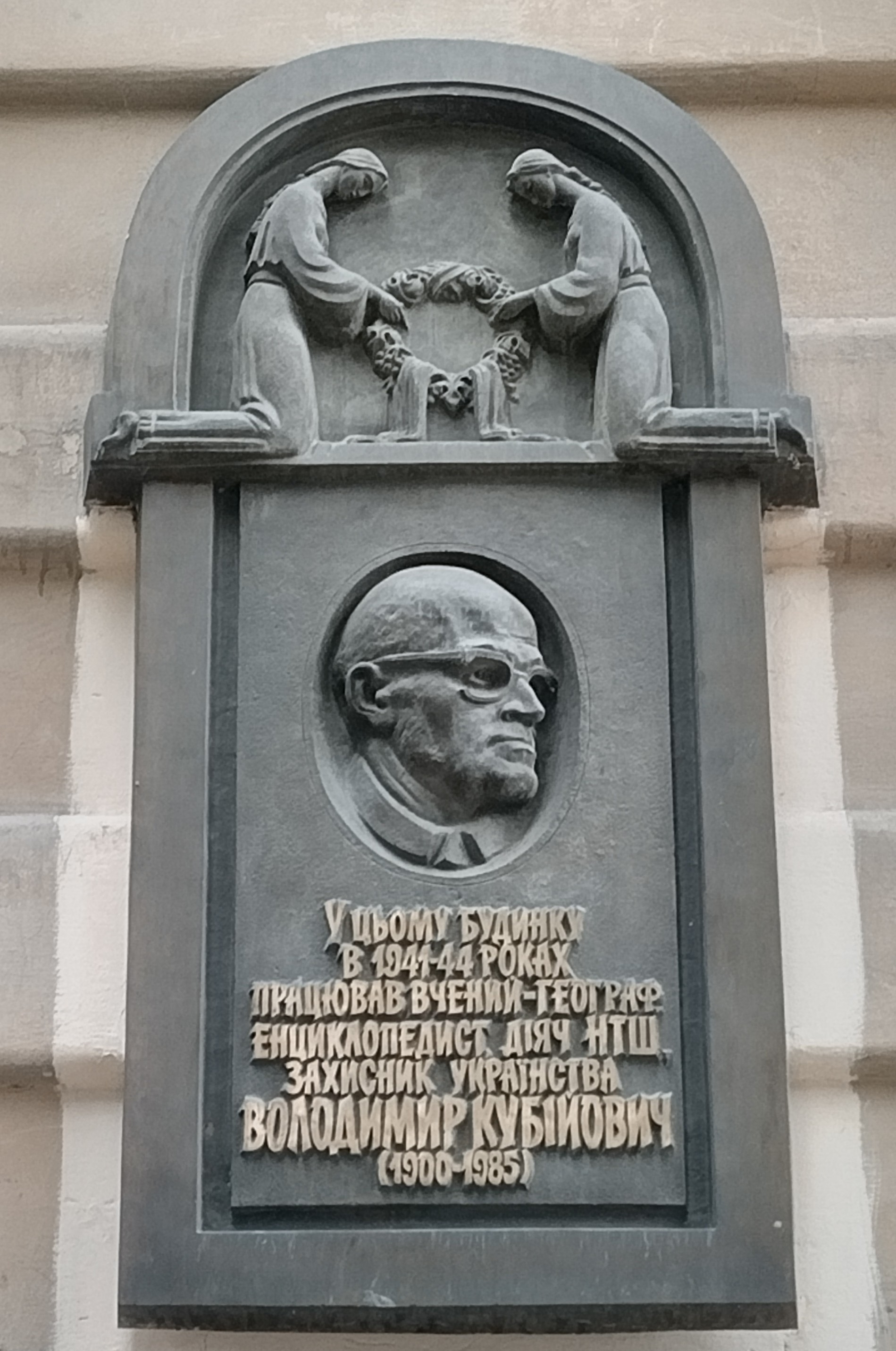
plaque mémorielle à Lviv.